# 철 중독
철 중독(鐵中毒, 영어: iron poisoning)은 일반적으로 과도한 철분 섭취로 인해 유발되며 이로 인해 급성 독성이 발생한다. 몇 시간 내에 나타나는 가벼운 증상으로는 구토, 설사, 복통, 졸음 등이 있다. 더 심한 경우에는 빈호흡, 저혈압, 발작 또는 혼수 상태 등의 증상이 나타날 수 있다. 치료하지 않고 방치할 경우 철 중독은 다기관 부저능로 이어져 영구적인 기관 손상이나 사망을 초래할 수 있다.

## 같이 보기
- 철 대사
- 생물학에서의 철